# 楊智勛
楊智勛（1991年11月1日—），前台灣男子羽毛球選手，原亞柏羽球隊隊員，現為教練。曾獲2013年世界大學運動會混合團體銅牌、全國羽球排名賽男子單打亞軍，並代表中華隊出戰2013年蘇迪曼盃。畢業於國立基隆高中、國立體育大學。2019年因涉嫌性侵醉婦而被士林地院宣判乘機性交罪4年6月徒刑，全案未定讞，仍可上訴。

## 選手生涯
楊智勛與弟弟楊勝傑因從小好動而被喜歡打羽球的父親帶到圓山的室外場地打球，直到國中生才進行正式的羽球訓練。2010年1月，就讀基隆高中的楊智勛在該年第一次全國羽球排名賽獲得男子單打乙組冠軍，獲得中華民國羽球協會甲組球員資格，高中畢業後就讀國立體育大學球類運動技術學系（2010-2014）。

### 2013年國際賽
2013年1月，楊智勛代表亞柏羽球隊出戰中華民國102年度第1次全國羽球排名賽，生涯首次打進甲組男單決賽，最後以0比2（26-28、16-21）敗於基隆高中的學長周天成，之後在亞軍戰擊敗薛軒億。因為該次排名賽成績，楊智勛入選該年蘇迪曼盃代表隊培訓名單，曾於蘇迪曼盃小組賽出賽對決馬來西亞的李宗偉，最終以8-21、13-21落敗。同年7月，他代表中華台北出戰在俄羅斯喀山舉行的世界大學生運動會羽毛球比賽，獲得混合團體銅牌。10月時在巴西國際賽同時晉級男單及混雙（搭檔加拿大的李文珊）決賽，最終以2比1（8-21、21-18、21-18）擊敗古巴選手奧斯萊尼·格雷羅獲得男單冠軍；混合雙打決賽則不敵美國選手周菲利浦／傑米·蘇班迪。

### 擔任教練及退役
2016年起曾於中租企業羽球隊擔任教練。2017年中華台北羽球公開賽為其最後一次參加國際賽。

## 主要比賽成績
只列出曾進入準決賽的國際賽事成績：
| 年份   | 賽事                     | 公開賽級別 | 項目     | 拍檔   | 成績 |
| ------ | ------------------------ | ---------- | -------- | ------ | ---- |
| 2013年 | 世界大學運動會羽毛球比賽 | 其他       | 混合團體 | －     | 铜牌 |
| 2013年 | 巴西羽毛球國際賽         | 國際挑戰賽 | 男子單打 | －     | 冠軍 |
| 2013年 | 巴西羽毛球國際賽         | 國際挑戰賽 | 混合雙打 | 李文珊 | 亞軍 |
| 2015年 | 新喀里多尼亞羽毛球國際賽 | 國際系列賽 | 男子單打 | －     | 亞軍 |

| 2007-2017年 | 首要超級賽 | 超級賽 | 黃金大獎賽 | 大獎賽 | 國際挑戰賽 | 國際系列賽 | 未來系列賽 | 其他 |

## 醜聞
楊智勛涉嫌於2018年10月18日凌晨1時許，楊智勳酒後回家忘記帶鑰匙，恰巧遇見一名人妻醉臥大樓旁，見她全身癱軟已無力行走，於是攙扶女子上5樓，隨同進入其家並趁她爛醉失去意識，直接在客廳脫下其內褲性侵得逞，並全裸於客廳被剛回家婦人之丈夫逮住。2019年12月遭臺灣士林地方法院以乘機性交罪宣判4年6個月徒刑，全案未定讞，仍可上訴。